# مطار بيلا
مطار بيلا (إيكاو: GUBE) هو مطار يخدم مدينة بيلا في إقليم نزيريكوري في غينيا. المطار يقع علي بعد 9 كيلومتر (5.6 ميل) غرب بيلا.

## روابط خارجية
- خريطة الشارع المفتوح - مطار بيلا
- تاريخ الحوادث لـ (Beyla Airport) على شبكة سلامة الطيران.
- فالنج راين - مطار بيلا
- استكمال مطار بيلا - pdf
- التحقق من صحة نهج Beyla RNAV (GNSS) - pdf